# Urtyn duu
El Urtyn duu (traducción: canto largo) es un tipo de canto característico de la música tradicional de Mongolia. Está ampliamente difundida en la Región Autónoma de Mongolia Interior de la República Popular China y la República de Mongolia. El género no es denominado "Canto largo" a causa de que las canciones sean largas (aun cuando varias de ellas lo sean), sino a causa de que cada sílaba del texto es extendida durante un tiempo prolongado. Una canción que dure cuatro minutos puede consistir en solo diez palabras. Los temas líricos dependen del contexto; pueden ser de naturaleza filosófica, religiosa, romántica, o celebratoria, y a menudo utilizan a los caballos como símbolo o tema que se repite a lo largo de la canción. Los mongoles orientales usan por lo general un morin khuur (violín cabeza de caballo) como acompañamiento, a veces con un tipo de flauta autóctona, denominada limbe. Los grupos Oirat de mongoles occidentales por lo general entonan las canciones sin acompañamiento o acompañados por el igil.
La característica principal del canto largo son las prolongadas notas tenuto, con vibratos muy modulados en las vocales. Estas notas majestuosas vibrantes denominadas shuranhai la dan al canto su profundo carácter filosófico y de meditación y a menudo expresan los espaciosos valles montañosos y la tranquilidad del alma mongol.
Los tres estilos principales de canciones largas son: besreg urtiin duu ("canción larga breve"), urtiin duu y aizam urtiin duu ("canciones largas majestuosas"). Nuevamente, los estilos reflejan la manera en que se entona el shuranhai y otras técnicas vocales, no teniendo ninguna relación con la longitud de la composición.
Se cree que el Urtin duu apareció hace unos 2,000 años, existen referencias de él en obras literarias que datan del siglo XIII.
En julio del 2004, China expresó su deseo de solicitar conjuntamente con la República de Mongolia que el Urtin duu sea declarado como Patrimonio Cultural de la Humanidad.
En el 2005, la Unesco declaró al urtyn duu de Mongolia una de las Obras Maestras del Patrimonio Oral e Intangible de la Humanidad.